# Fosas comunes del Hospital Nasser
Las fosas comunes del Hospital Nasser fueron descubiertas el 20 de abril de 2024 por familias palestinas que regresaban a la localidad de Jan Yunis después de la retirada de las fuerzas israelíes tras el asalto del Hospital Nasser, un acontecimiento importante en la actual guerra entre Israel y Gaza.
El jueves 25 de abril, las autoridades gazatíes afirmaron que tras la retirada de las FDI habían encontrado varias fosas comunes en los alrededores del hospital donde los israelíes habían enterrado 392 cadáveres. Mohamed Mughier, miembro de la Defensa Civil, confirmó la presencia de cadáveres de niños en las fosas y habló de «crímenes contra la humanidad». Por su parte, el Alto Comisionado de Naciones Unidas para los Derechos Humanos, Volker Turk, se mostró «horrorizado»  y reclamó una investigación «independiente, efectiva y transparente». «Dado el clima de impunidad existente, debe incluir investigadores internacionales». El Ejército de Israel calificó estas acusaciones de «completamente infundadas».

## Antecedentes

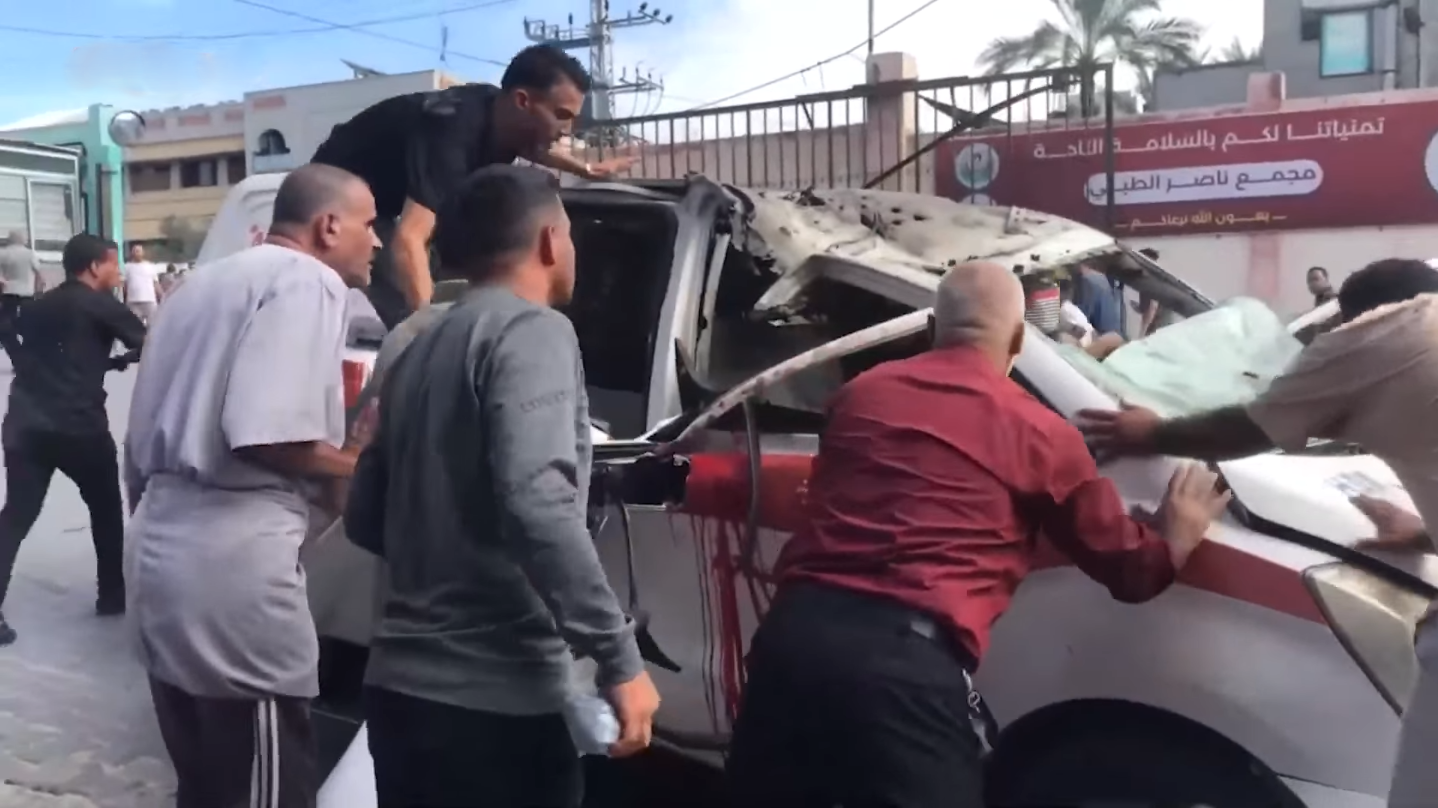
Una ambulancia de la Media Luna Roja Palestina, después de que fuera dañada por un ataque aéreo israelí. En el momento del ataque la ambulancia se encontraba frente al hospital Nasser, transportando a tres heridos

Desde el comienzo de la guerra, Israel ha atacado, dañado o destruido casi todos los hospitales de la Franja de Gaza. En enero de 2024, el Ministerio de Salud de Gaza dijo que cuarenta cuerpos habían sido enterrados dentro del hospital debido al «asedio a los barrios cercanos al [Hospital] Nasser». Un funcionario del hospital Nasser había dicho a los periodistas en enero que el personal del hospital había enterrado alrededor de 150 cadáveres en el patio del hospital.
El hospital fue bombardeado varias veces durante la guerra y recibió una importante cobertura mediática internacional tras la muerte de Donia Abu Mohse, una niña de 13 años que había sufrido una amputación previa, debido a un ataque aéreo israelí anterior que había matado a toda su familia. Se informó que el hospital Nasser no funcionaba después de una incursión israelí en febrero.
Los soldados israelíes asaltaron el hospital el 15 de febrero de 2024 desde el sur; según un portavoz del Ministerio de Salud de Gaza, destruyeron tiendas de campaña y demolieron una fosa común. Según el portavoz principal de las FDI, el contralmirante Daniel Hagari, la decisión de atacar las instalaciones se basó en interrogatorios de militantes que habían sido arrestados o rendidos en la zona y en rehenes liberados. Supuestamente, la información llevó a las FDI a creer que anteriormente se habían retenido rehenes israelíes en las instalaciones. Una rehén isarelí liberada, Aloni Cunio, había planteado acusaciones de que ella, sus hijos y docenas de otros rehenes estaban retenidos en el hospital, durante una entrevista con CNN a mediados de enero. Sin embargo, CNN no pudo verificar esa información de forma independiente y Hamás rápidamente emitió un desmentido. El 14 de febrero, las FDI declararon que el Hospital Nasser estaba siendo utilizado para mantener rehenes israelíes.
Israel afirmó que exhumó y examinó unos 400 cadáveres en busca de rehenes israelíes.
Debido a los cortes de energía durante la entrada de los soldados israelíes al hospital, murieron cinco pacientes que se encontraba ingresados en el hospital. El 18 de febrero, la Organización Mundial de la Salud dijo que el hospital ya no podía atender a sus pacientes y que ya no se encontraba en funcionamiento. El director general de la Organización Mundial de la Salud, Tedros Adhanom Ghebreyesus,  atribuyó la incapacidad del hospital para seguir funcionando al asedio y la incursión israelíes.
El 23 de febrero, el hospital ya no tenía comida ni agua y no tenía oxígeno para los pacientes. El Ministerio de Salud de Gaza atribuyó la muerte de trece pacientes a la falta de electricidad y oxígeno en el hospital.
Unicef afirmó el 19 de marzo de 2024 que el hospital ya no funcionaba y que no había nadie dentro. El 2 de abril, el Ministerio de Salud de Gaza solicitó a las organizaciones internacionales que rehabiliten el Hospital de Nasser y que protejan «a las instituciones de salud» afectadas por los ataques israelíes. En el mismo comunicado el ministerio lamentó que la paralización de las instalaciones médicas han supuesto «un duro golpe» para los ya de por sí maltrechos servicios de salud en la Franja, «que se han reducido a sus niveles más bajos».
Anteriormente se habían descubierto varias fosas comunes en el hospital Al-Shifa después de que terminara el asedio al que había sido sometido el hospital por las fuerzas israelíes a principios de 2024.

## Descubrimiento
Las fosas comunes fueron descubiertas dentro del propio hospital tras la retirada de los soldados israelíes en abril de 2024. Funcionarios locales afirmaron que varios de los cadáveres fueron encontrados maniatados de pies y manos. Entre las víctimas se encontraron niños y ancianas. Algunos cadáveres también fueron encontrados enterrados bajo montones de desechos.
Hasta el 22 de abril, se habían recuperado 283 cadáveres de una fosa común, mientras que los equipos de rescate informaron que aún quedaban por exhumar dos fosas más. Únicamente se pudieron identificar cuarenta y dos cadáveres debido al avanzado estado de descomposición en que se encontraban los cuerpos. Ravina Shamdasani, portavoz de la Oficina del Alto Comisionado de las Naciones Unidas para los Derechos Humanos, afirmó que «entre los fallecidos había presuntamente personas mayores, mujeres y heridos, mientras que otros fueron encontrados atados por las manos... atados y despojados de sus ropas». Un portavoz de la Defensa Civil Palestina dijo que algunos de los cuerpos encontrados estaban esposados, con disparos en la cabeza o vestían uniformes de detenidos. Mohammed Mughier, miembro de la Defensa Civil Palestina dijo que «Necesitamos un examen forense de aproximadamente veinte cadáveres de personas que creemos que fueron enterradas vivas». La defensa civil palestina dijo que los 283 cadáveres encontrados en la fosa procedían de una zona de enterramiento temporal excavada durante el asedio. Las personas no pudieron acceder a los cementerios en ese momento y enterraron a los muertos en el patio del hospital. El grupo dijo que algunas de las bajas se debieron al asedio y otras al ataque.
El 25 de abril, el periodista palestino Akram al-Satarri informó que hasta ese momento se había recuperado al menos 392 cuerpos que se encontraban «apilados» en tres fosas comunes en los alrededores del hospital. Algunos de los cuerpos mostraban signos evidentes de tortura, mutilación y ejecución sumaria, entre los enterrados en las tumbas había niños y pacientes hospitalizados, algunos de ellos aún con tubos hospitalarios utilizados en quirófanos o salas de recuperación. Se pensaba que las tres fosas comunes contenían un total de unos 700 cadáveres.
Según un reportaje de France 24, basado en el análisis de fotografías y vídeos, la ubicación de las exhumaciones se encuentra aproximadamente en la misma zona que los entierros masivos anteriores, pero no hay forma de verificar cuántos cuerpos fueron enterrados allí antes de la retirada israelí en abril de 2024. Geoconfirmed presentó un análisis similar, diciendo que las exhumaciones tuvieron lugar en el mismo lugar que los entierros masivos anteriores realizados por palestinos, aunque no excluyeron la posibilidad de que las fuerzas israelíes hubieran añadido más cuerpos.

## Reacciones
El Alto Comisionado de las Naciones Unidas para los Derechos Humanos dijo que el ataque indicaba «graves violaciones del derecho internacional de los derechos humanos y del derecho internacional humanitario».
Las Fuerzas de Defensa de Israel dijeron que las acusaciones de que ellos habían causado los asesinatos eran «completamente infundadas». Las FDI dijeron que durante su operación «en el área del Hospital Nasser, de acuerdo con los esfuerzos para localizar a rehenes y personas desaparecidas, se examinaron cadáveres enterrados por palestinos en el área del Hospital Nasser». Afirmaron además que «los cadáveres examinados, que no pertenecían a rehenes israelíes, fueron devueltos a su lugar». En abril de 2024, Sky News publicó un informe basado en el análisis de imágenes por satélite y obtenidas de medios sociales de las fosas comunes excavadas por los palestinos durante el asedio de Israel, que luego fueron arrasadas por las FDI.
La Organización para la Cooperación Islámica pidió una investigación sobre las fosas comunes, calificándolas de «crimen de guerra, crimen contra la humanidad y terrorismo de Estado organizado». Un portavoz de la organización de derechos humanos palestina Al-Haq declaró: «Los informes iniciales del Hospital Nasser muestran que algunos de los cuerpos de las personas asesinadas tenían las manos atadas a la espalda». Marwan Bishara, el analista político sénior de Al Jazeera English afirmó que: «Israel podría resistir esto política y legalmente, pero esto va a pasar a la historia».
El 6 de mayo expertos de la ONU para los Derechos Humanos afirmaron sentirse «horrorizados por los detalles sobre las fosas comunes recientemente descubiertas en la Franja de Gaza. Más de 390 cuerpos han sido descubiertos en los hospitales Al Nasser y Al Shifa, incluidos los de mujeres y niños, y muchos de ellos parecen tener señales de tortura y ejecuciones sumarias y posibles casos de personas enterradas vivas».
El 10 de mayo el Consejo de Seguridad de las Naciones Unidas exigió que se permita el acceso «sin trabas» a los investigadores a todas las zonas de la Franja de Gaza donde se han encontrado fosas comunes para que puedan llevar a cabo «investigaciones inmediatas, independientes y exhaustivas».

### Solicitudes de investigación
el Alto Comisionado de Naciones Unidas para los Derechos Humanos, Volker Turk, se mostró «horrorizado»  y reclamó una investigación «independiente, efectiva y transparente». «Dado el clima de impunidad existente, debe incluir investigadores internacionales». El Ejército de Israel calificó estas acusaciones de «completamente infundadas». Geoffrey Robertson, un abogado y profesor internacional, pidió una investigación y afirmó: «Es un crimen contra la humanidad. Este caso clama por una investigación independiente. Y cuanto antes, mejor». Según publicó Al Jazeera, el embajador adjunto de Estados Unidos ante la ONU, Robert A. Wood, afirmó que Estados Unidos no está listo para respaldar una investigación independiente, sino que estaría «hablando con los países y mirando fotografías».
El Comité Internacional de Rescate pidió «una investigación internacional e independiente inmediata». Por su parte el secretario general de las Naciones Unidas, António Guterres, declaró: «Es imperativo que a los investigadores internacionales independientes, con experiencia forense, se les permita acceso inmediato a los lugares de estas fosas comunes, para establecer las circunstancias precisas en las que cientos de palestinos perdieron la vida y fueron enterrados o vueltos a enterrar».
Cuando se le preguntó si Israel estaría a favor de una investigación independiente de las fosas comunes, un portavoz de las FDI afirmó: «¿Investigar qué? ya dimos las respuestas». Kenneth Roth, antiguo director de Amnistía Internacional, afirmó que una investigación «requeriría simplemente la cooperación de ambas partes, pero Israel no quiere permitir este tipo de investigaciones independientes».